# Памятник Лесе Украинке (Балаклава)
Памятник Лесе Украинке в Балаклаве (укр. Пам'ятник Лесі Українці у Балаклаві) — памятник украинской поэтессе, писательнице, переводчику и культурному деятелю Лесе Украинке в Балаклаве (Крым). Установлен в 2004 году во время торжественных мероприятий, посвященных 2500-летию города, скульптор — севастополец Владимир Суханов.

## История
По совету киевского врача Павловского, юная Леся Украинка с матерью, Ольгой Косач, ехала на лечение в Евпаторию, позже было небольшое путешествие в Бахчисарай, Ялту и Севастополь. В марте 1907 года вместе со своим будущим мужем посетила Севастополь и остановилась в одном из отелей, а в августе этого же года Леся Украинка и Климент Квитка, по совету врача, направились на виноградный сезон в Балаклаву. В поисках тишины и отсутствия толп отдыхающих пара нашла комнату на даче актрисы Соколовой по адресу ул. Назукина 34. Чистый воздух улучшило самочувствие Леси. Здесь появились стихи «За горой молнии», «Народ пророку», поэма «Руфин и Присцилла», этюд «Иоганна, женщина Хусова». В Балаклаве завершается работа над драмой «В пуще», поэмами «Кассандра», «Айша и Мухаммед», «Ифигения в Тавриде». 12 октября 1907 года Леся с мужем навсегда покидают Балаклаву.
В 2004 году был установлен памятник Лесе Украинке на центральной площади Балаклавы. Севастопольский скульптор Владимир Суханов получил грант в 200 000 гривен на увековечение образа поэтессы. Камень изображает большую поэтессу в 36-летнем возрасте — именно в этом возрасте она провела в Балаклаве осень. Было предложено сделать бюст поэтессы, но в процессе работы скульптор решил сделать полуфигуру. 3 сентября 2004 года состоялось торжественное открытие памятника, который был освящён представителем церкви.